# Sara Hald
Sara Trier Hald (født 4. juni 1996 i Holstebro) er en dansk håndboldspiller, der fra 2021 spiller for Viborg HK, hvor hun er klubkaptajn. Hun har tidligere spillet for TTH Holstebro og Odense Håndbold.
I 2025 forlængede hun sin kontrakt med Viborg HK indtil 2027.
Hun har op til flere U-landsholdskampe på CV'et. Hun har bl.a. været med til at vinde U-20 EM-guld i 2015.
Hun blev udtaget til landstræner Jesper Jensens bruttotrup til EM 2020 i Danmark, men var ikke blandt de 16 udvalgte.
Hun var med til at vinde den danske liga, Damehåndboldligaen, i 2021 med Odense Håndbold.